# Le Thil
Le Thil település Franciaországban, Eure megyében. Lakosainak száma 594 fő (2022. január 1.). Le Thil Saussay-la-Campagne, Nojeon-en-Vexin, Étrépagny, Farceaux, Hacqueville és Doudeauville-en-Vexin községekkel határos.

## Népesség
A település népességének változása:
| Lakosok száma | 294  | 215  | 199  | 382  | 480  | 493  | 539  | 579  | 596  | 594  |
|               | 1968 | 1982 | 1990 | 2006 | 2013 | 2015 | 2017 | 2019 | 2020 | 2022 |